# Craugastor aurilegulus
Craugastor aurilegulus là một loài ếch thuộc họ Leptodactylidae.
Đây là loài đặc hữu của Honduras.
Môi trường sống tự nhiên của chúng là rừng ẩm vùng đất thấp nhiệt đới hoặc cận nhiệt đới; vùng núi ẩm nhiệt đới hoặc cận nhiệt đới; và sông ngòi. Lòi này hiện đang bị đe dọa vì mất môi trường sống.